# Municipio de Mulberry (condado de Wilkes)
Mulberry Township es un municipio del condado de Wilkes, Carolina del Norte, Estados Unidos. Según el censo de 2020, tiene una población de 6271 habitantes.
Es una subdivisión exclusivamente geográfica, por cuanto el estado de Carolina del Norte no utiliza la herramienta de los townships como Gobiernos municipales.

## Geografía
El municipio está ubicado en las coordenadas 36°16′53″N 81°11′37″O / 36.28139, -81.19361 (36.281424, -81.193536).